# Fryderyk I Anhalcki
Fryderyk I Anhalcki (niem. Leopold Friedrich I. Franz Nikolaus Herzog von Anhalt, ur. 29 kwietnia 1831 w Dessau, zm. 24 stycznia 1904 w Ballenstedt) – książę Anhaltu z dynastii askańskiej, wojskowy, od 1867 generalleutnant.

## Życiorys
Urodził się jako syn księcia Anhalt-Dessau (od 1863 całego Anhaltu) Leopolda IV i jego żony księżnej Fryderyki Wilhelminy. Studiował w Genewie, Bonn i Monachium. Od 1851 roku służył w 1 Pułku Piechoty Gwardii, (niem. 1. Garde-Regiment zu Fuß). Po wygaśnięciu w 1863 linii Anhalt-Bernburg; książęta z Dessau zjednoczyli księstwo Anhaltu, książę Leopold, ojciec Fryderyka, przyjął tytuł Herzog von Anhalt. 

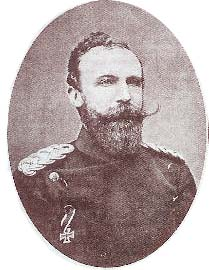
Książę Fryderyk I Anhalcki

Brał udział w kampaniach wojennych przeciwko Danii (1864), Austrii (1866) i Francji (1870–71). Brał udział w oblężeniu Toul, w walkach pod Beaumont i Sedanem. Otrzymał Krzyż Żelazny II Klasy. Na tron wstąpił po śmierci ojca 22 maja 1871. Cesarz Wilhelm I powołał go w 1876 roku na dowódcę Pułku Piechoty Nr. 93. Był odznaczony Orderem Orła Czarnego, Orderem Orła Czerwonego oraz Orderem Leopolda.
Fryderyk I umarł 24 stycznia 1904 roku. Jego następcą został drugi syn Fryderyk II.

## Małżeństwo i rodzina
22 kwietnia 1854 w Altenburgu poślubił księżniczkę Saksonii-Altenburg Antoninę. Para miała sześcioro dzieci:
- Leopolda (1855-1886)
- Fryderyka II (1856-1918), kolejnego księcia Anhaltu
- Elżbietę (1857-1933)
- Edwarda (1861-1918), również przyszłego księcia Anhaltu
- Ariberta (1864-1933)
- Aleksandrę (1868-1958)